# Podmoky (Krásná Hora nad Vltavou)
Podmoky jsou vesnice, část města Krásná Hora nad Vltavou v okrese Příbram ve Středočeském kraji. Nachází se asi tři kilometry jihozápadně od Krásné Hory nad Vltavou. Vesnicí protéká Mokrý potok. Vesnicí prochází silnice II/102. Je zde evidováno 68 adres. V roce 2011 zde trvale žilo 55 obyvatel.
Podmoky jsou také název katastrálního území o rozloze 3,28 km². Podmoky leží i v katastrálním území Proudkovice o rozloze 2,47 km².

## Historie
První písemná zmínka o vesnici pochází z roku 1412.
Součástí obce Podmoky byla i osada Proudkovice zaniklá v souvislosti s výstavbou vodního díla Kamýk. 

## Obyvatelstvo
| Rok            | 1869 | 1880 | 1890 | 1900 | 1910 | 1921 | 1930 | 1950 | 1961 | 1970 | 1980 | 1991 | 2001 | 2011 | 2021 |
| -------------- | ---- | ---- | ---- | ---- | ---- | ---- | ---- | ---- | ---- | ---- | ---- | ---- | ---- | ---- | ---- |
| Počet obyvatel | 219  | 239  | 239  | 258  | 228  | 230  | 203  | 131  | 107  | 106  | 84   | 70   | 60   | 55   | 60   |
| Počet domů     | 29   | 34   | 34   | 39   | 38   | 38   | 39   | 39   | 28   | 28   | 27   | 30   | 31   | 31   | 33   |

## Obecní správa
Při sčítání lidu v letech 1850–1899 Podmoky byly osadou obce Kosobudy v okrese Sedlčany. V letech 1900–1976 byly samostatnou obcí, se kterým patřily nejprve do okresu Sedlčany, ale od roku 1960 v okrese Příbram. Od 1. dubna 1976 jsou částí města Krásná Hora nad Vltavou v okrese Příbram. Roku 1950 byla od obce Podmoky v okrese Sedlčany osamostatněna osada Přední Chlum jako nová obec v okrese Milevsko.

## Pamětihodnosti
- Zděná zvonička[10]

## Galerie

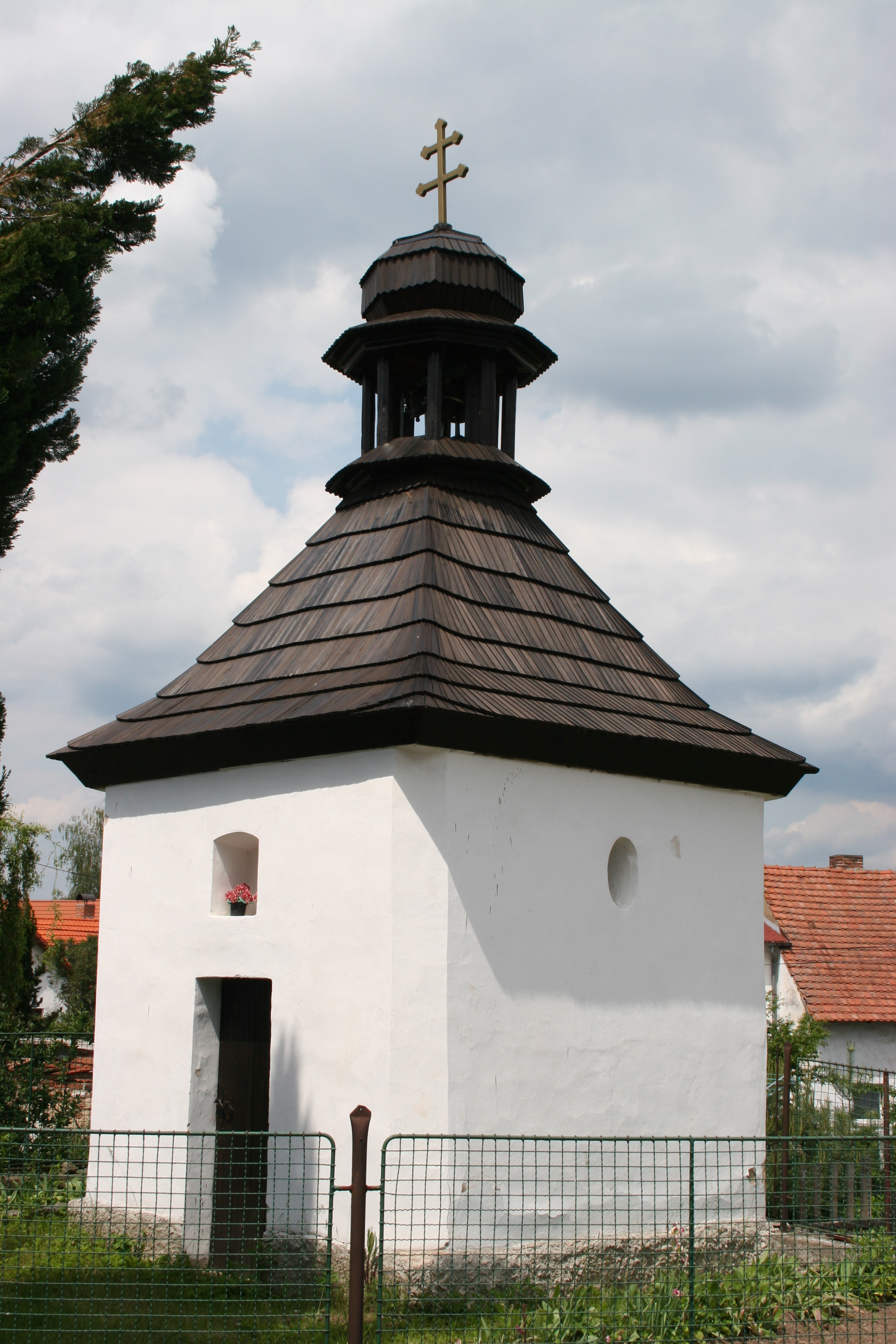
Kaplička (2019)
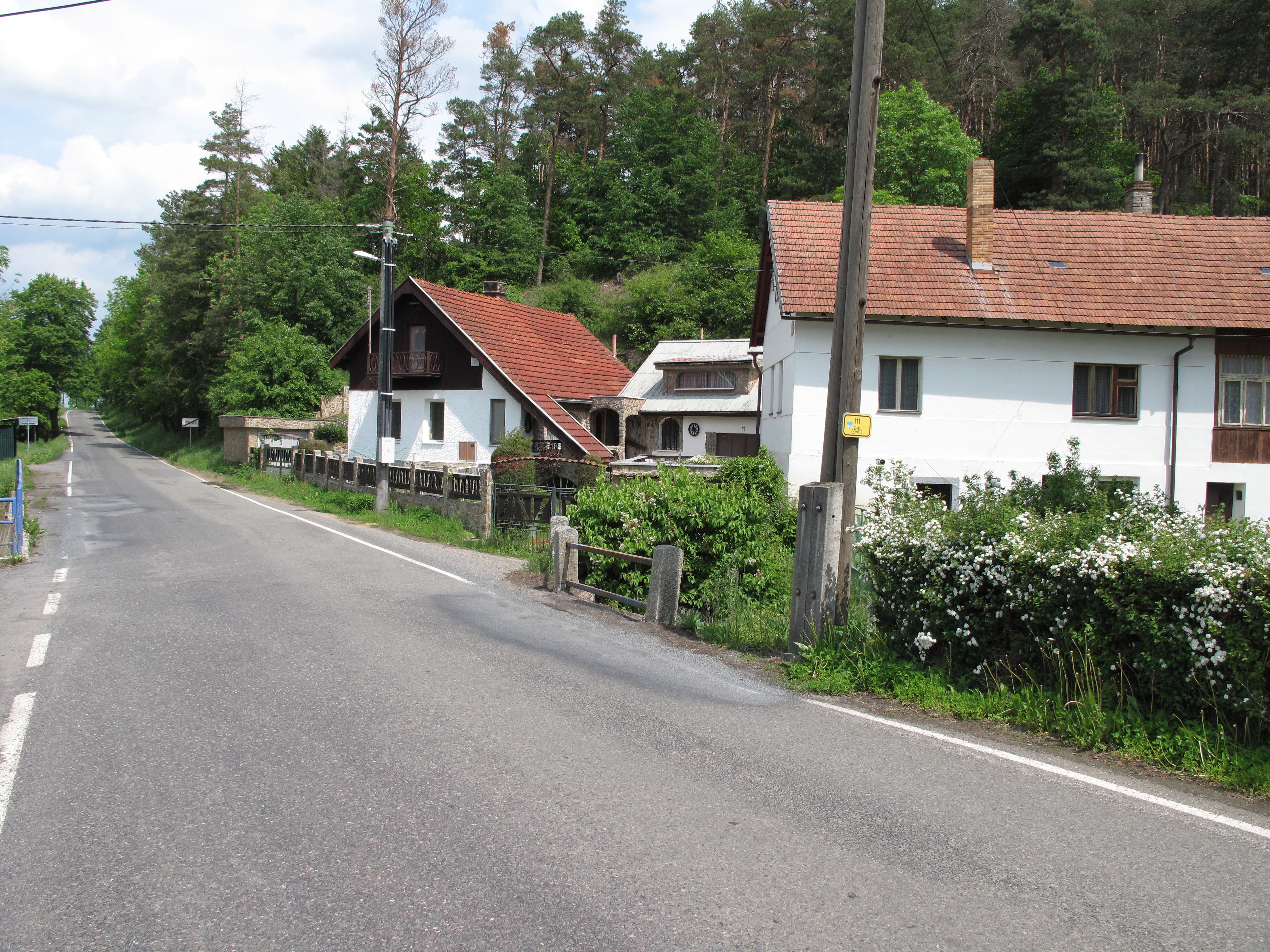
Domy (2019)
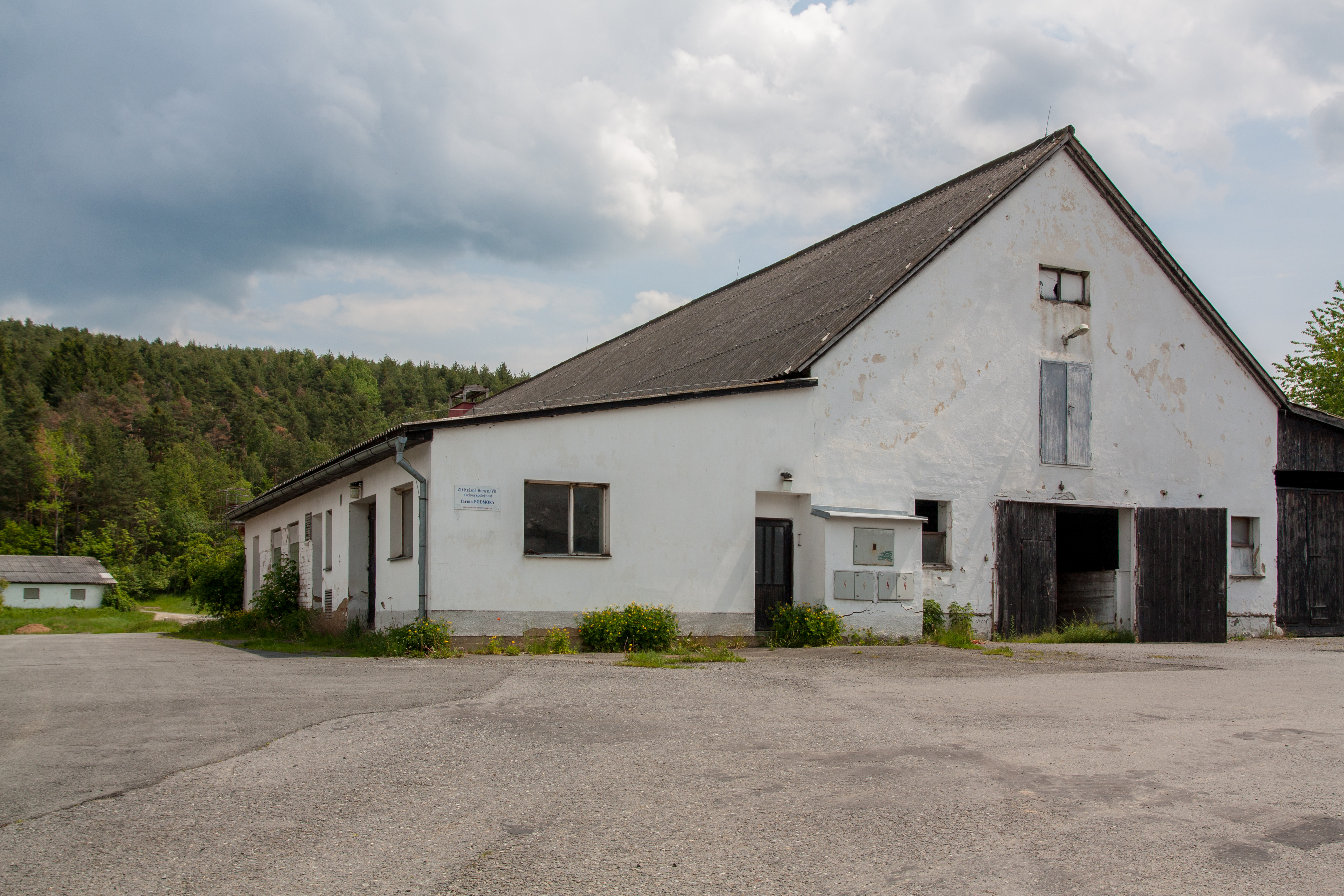
Statek (2019)
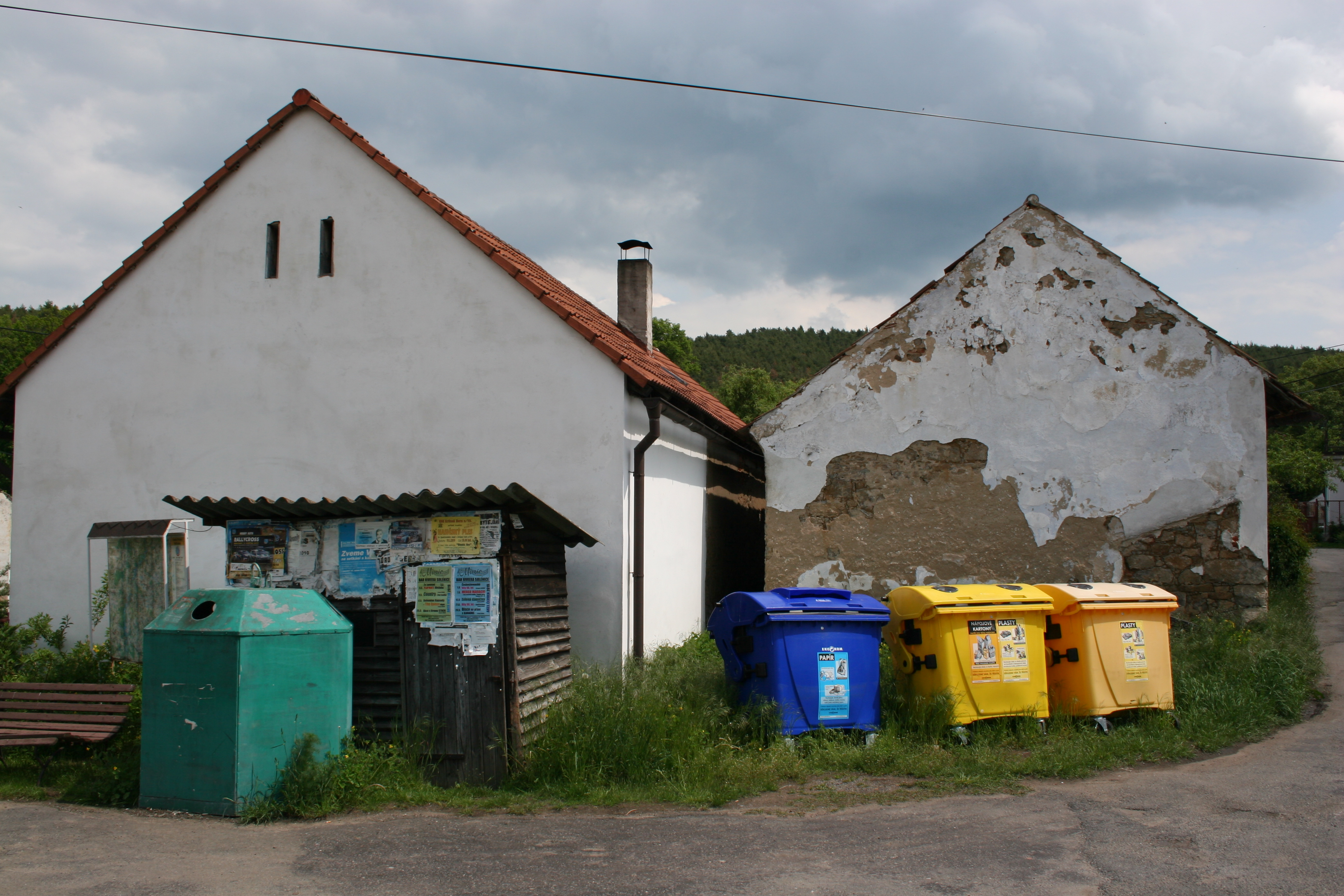
Domy (2019)
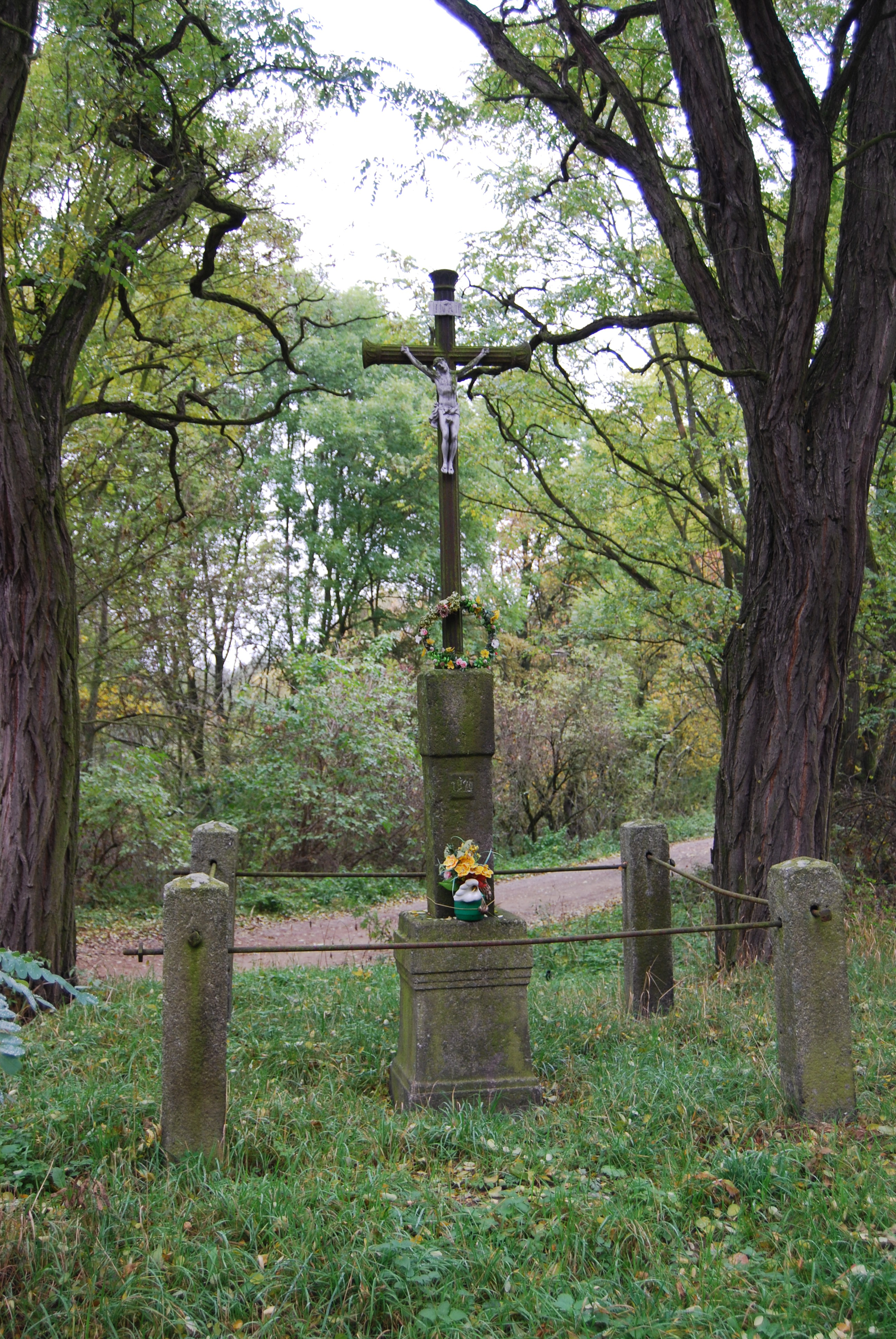
Kříž za vesnicí